# Brněnský Majáles
Brněnský Majáles je studentská open air slavnost, která se každoročně pořádá v květnu a vrcholí jí měsíc studentských oslav. V roce 2018 proběhl v areálu brněnského výstaviště jeho již 15. ročník. V rámci programu prošel městem slavnostní průvod s alegorickými vozy jednotlivých vysokých škol, byl zvolen král a královna Majálesu a představilo se několik vysokých škol a univerzit. Jednalo se o Masarykovu univerzitu, VUT, Mendelovu univerzitu v Brně, VFU a Univerzitu obrany.